# Чага (гриб)
Трутови́к ско́шенный, или инонотус ско́шенный (лат. Inonotus obliquus) — вид грибов рода инонотус (Inonotus) отдела базидиомицеты. Стерильная (бесплодная) форма гриба (склероций) имеет название ча́га, или берёзовый гриб.
Также может встречаться название бакла́.
Чаще всего растёт на берёзах, отчего и получил народное название «чёрный берёзовый гриб». Реже поражает некоторые другие живые деревья — ольху, рябину, бук, вяз, клён, ореховые.
Чагу используют для приготовления травяного чая. В народной медицине — как противоопухолевое и противогастритное средство.
Одним из потенциально эффективных веществ в составе чаги считается бетулин (бетулиновая кислота), которая постепенно накапливается в плодовом теле. Китайские исследования показали, что активен ещё один компонент — инотодиол.
Попытки лечения чагой опасны тем, что больной может отказаться от настоящей терапии и запустит болезнь до той степени, когда лечение станет невозможным.

## Название
Происходит от коми слова тшак (гриб), из которого также образовались ча́ка — олонецк. нарост на березе; вологодск., сибирское «древесная губка».

## Описание
Чага образуется в результате заражения дерева паразитным грибом Inonotus obliquus. Его споры прорастают только в том случае, если попадают на повреждённые участки коры деревьев. Заражение вызывает белую ядровую гниль древесины. Сначала в ложном ядре появляются светло-жёлтые пятна и полосы, которые затем расширяются и сливаются. Годичные слои в гнили легко отделяются друг от друга. Вокруг гнили наблюдается светло-бурая защитная зона, внутри видны черные линии, а на изломе — ржаво-бурые вкрапления грибницы.
Склероций (плодовое тело) появляется через 3—4 года после заражения и образует нарост неправильной формы, достигающий через 20—30 лет от 5 до 40 см в диаметре и толщиной 10—15 см. Форма наростов зависит от характера повреждений, через которые берёза заражается трутовым грибом. Поверхность нароста чёрная, покрыта многочисленными трещинками. Изнутри окраска тёмно-коричневая (вследствие пигментации гиф), ближе к древесине переходит в рыже-бурую. Нарост пронизан белыми прожилками, состоящими из бесцветных гиф. Рост порой может продолжаться до 10—20 лет, но неминуемо ведёт к гибели дерева-хозяина.
Когда дерево начинает погибать, вокруг нароста и даже на противоположной стороне ствола появляется собственно спороносное плодовое тело гриба, состоящее из трубочек. Оно развивается под корой, причём гифы распространяются на 0,5—1 м по длине ствола. По мере созревания спор образуются гребневидные выросты — так называемые «упорные пластинки». Они прорывают кору дерева, обнажая буро-коричневый гименофор. Споры сначала бесцветные, затем приобретают бледно-рыжеватую окраску; толстостенные, с одной или несколькими каплями масла внутри.

## Распространение
Чага встречается в берёзовых лесах России, восточной Европы, Кореи; в США — на севере и в горах Аппалачи. Ареал её, однако, не выходит за границы ареала берёзы, обрываясь в зоне перехода от тайги к лесостепи.

## Химический состав
Чага химически изучена слабо. Действующими веществами считаются пигменты (меланины), образующие хромогенный полифенолкарбоновый комплекс. Найдены также агарициновая кислота, смолы, марганец (высокое содержание).

## Заготовка сырья
Лекарственным сырьём считаются наросты, возникающие только на берёзах, причём только на живых. Собирают чагу чаще всего поздней осенью, зимой или ранней весной, так как из-за отсутствия листвы её проще заметить. Чагу подрубают топором у ствола дерева, после чего очищают от рыхлой, светлой части, так как она непригодна для использования, удаляют остатки коры и древесины, разрубают на куски. Сушат на воздухе или в сушилках или на печках при температуре не выше 60 °C. Срок хранения сырья — два года.

## Пищевое применение
Слабый настой чаги используют как тонизирующий напиток.
В качестве заварки, как и для медицинских целей, применяется наиболее плотная внутренняя часть плодового тела. В Восточной Сибири и на Дальнем Востоке имеется местное название «шульта» (шульпа, шульга), которое обозначает не только обычную чагу, но также собираемые в трещинах берёзовых стволов только появляющиеся плодовые тела. Они отличаются тем, что пропитываются и покрываются стекающим и подсыхающим берёзовым соком, придающим напитку слабый сладковатый привкус. Это относится также к поражённой грибом и пропитанной соком мёртвой древесине в глубоких дуплах.
Издревле в средней полосе России готовили берёзовый квас (с добавлением мёда) не только из берёзового сока, но также из отвара чаги.

## Применение в медицине и косметике
Чаге приписывают лекарственные свойства. По результатам советских исследований существует мнение, что чай, настойка и порошок гриба помогают от многих болезней (сердечно-сосудистых и онкологических заболеваний, диабета). Эти утверждения основаны на советских публикациях 1950—1970-х годов авторства М. П. Березиной, которая с коллегами проводила эксперименты на мышах, крысах и кроликах.

### История
В царской России, по-видимому, проводились единичные исследования чаги.
Крестьяне средней полосы России применяли отвар чаги для лечебных купаний и промываний. По наблюдениям XVIII века, сибирские ханты применяли отвар чаги не только для лечения, но и для мытья. Для этого ханты чагу обжигали до красного цвета, потом клали в горячую воду и размешивали, пока вода не станет чёрного цвета.
В середине XX века в мире активно проводились исследования методов народной медицины, и в 1950-х годах в СССР начались массовые исследования фармакологического потенциала чаги. М. П. Березина с соавторами опубликовала несколько монографий, посвящённых применению чаги при разных болезнях.
В 1955 году чага и препараты из неё были внесены в Государственную фармакопею СССР. Препараты чаги были разрешены для симптоматического лечения больных раком четвёртой стадии, чтобы улучшить самочувствие терминальных больных, но не для борьбы с опухолью.
В 1970-х годах исследователи потеряли интерес к чаге.
В 2000-е чагу стали исследовать в КНР и Японии, что вызвано политикой КНР — председатель Си Цзиньпин (кит. 習近平) пропагандирует применение китайской народной медицины в больницах и экспорт её в страны Запада).
На 2004 год отвар и экстракт чаги применялись как симптоматическое средство при болезнях желудочно-кишечного тракта, в неоперабельных случаях онкологических заболеваний, для профилактики рака, при нарушениях сна, при некоторых нарушениях обмена веществ, как общеукрепляющее средство. Наружно чагу применяли при заболеваниях кожи, укусах насекомых, некоторых инфекционных заболеваниях (герпес, хламидиоз и другие).
Как минимум с 1984 года по настоящее время выпускается густой экстракт чаги под маркой «Бефунгин», этот препарат позиционируется производителем как иммуностимулирующий.
В настоящее время применяются косметические средства на основе чаги.
В 2020 году специалисты новосибирского центра «Вектор» выявили эффективность водных экстрактов чаги в подавлении вируса SARS-CoV-2.

### Эффективность и безопасность
Нет никаких доказательств полезности употребления гриба чаги для улучшения здоровья и его эффективности при лечении заболеваний.Попытки лечения чагой опасны отказом больного от терапии с доказанной эффективностью. В результате болезнь может развиться до той степени, когда излечение или улучшение станет невозможным.
Препараты чаги могут быть опасны для здоровья, чага может препятствовать свёртыванию крови, вызвать гипогликемию у больных диабетом. Из-за большого количества оксалатов препараты чаги могут быть опасны людям с мочекаменной и другими болезнями почек.
Чага содержит антиоксиданты (полисахариды и меланины), польза и вред которых под вопросом.
Клинические исследования чаги отсутствуют. Научных исследований мало, из них единичные — на животных, остальные in vitro. Исследования середины XX века не соответствуют стандартам XXI века, имеют методологические изъяны, их результаты недостоверны и требуют проверки. В публикациях М. П. Березиной фигурирует некая гуминоподобная чаговая кислота, неизвестная мировой науке — никто не знает, какое вещество или смесь веществ она подразумевала.
Исследования in vivo проводились только на модельных животных (специально выведенных или которым пересаживали раковые клетки). До сих пор нет ни одного исследования на организме человека, поэтому для утверждений о лечебном эффекте этого гриба нет оснований (организм и мыши, и кролика отличается от организма человека).
Потенциально какие-то вещества, содержащиеся в чаге, могут стать лекарствами, если из множества химических соединений, содержащихся в этих грибах, будет выделено конкретное вещество, действующее, например, на раковые клетки сильнее, чем на здоровые. Однако до сих пор это не сделано, и, хотя исследователи в 2017—2020 годах проводят такую работу, говорить о результатах рано.
Научное исследование, проведённое во Франции, результаты которого были опубликованы в 2018 году, показало, что препараты из чаги оказывают антипролиферативный и цитотоксический эффект на некоторые линии раковых клеток (Human Lung Adenocarcinoma Cells (A549) and Human Bronchial Epithelial Cells (BEAS-2B).
Исследования показывают, что экстракт чаги обладает иммуномодулирующим действием, в частности, повышает уровень интерлейкина IL-6 и TNF-α.
По другим источникам, экстракт наоборот снижает уровень воспалительных цитокинов.

### Современное положение
В последнее десятилетие чага снова набирает популярность. Согласно мета-анализу 2021 года, частота упоминаний чаги в научных публикациях в период с 2012 по 2021 год увеличилась более чем в два раза.
Благодаря возросшему интересу научного сообщества, отдельные медицинские свойства чаги получили ряд подтверждений.
Из-за высокого содержания полисахаридов чага обладает антиоксидантными, иммуномодуляторными, гипогликемическими и гепатопротекторными свойствами.
Полифенол в составе гриба имеет подтвержденные антиоксидантные свойства. Ещё одно вещество, меланин, потенциально дополняет иммуномодуляторные, противовоспалительные, гиполипидемические свойства чаги.

### Биологически активные добавки
Согласно различным отчетам, общий размер рынка чаги растет со среднегодовым темпом в 6,9 % — 7,4 %.
На 2022 год рынок чаги составляет 912,3 млн долларов США. Согласно прогнозам, к 2028—2030 году объём рынка будет составлять не менее 1,1 — 1,4 млрд.
По состоянию на 2023 год, чага и биологически активные добавки на её основе наиболее востребованы в США, Канаде, а также европейских странах.

## Чага в культуре
Чага в качестве эффективного противоопухолевого средства упоминается в романе А. И. Солженицына «Раковый корпус»:

Про доктора Масленникова … больной рассказал мне, что … он десятки лет … лечил в одной и той же больнице. И вот заметил, что хотя в медицинской литературе всё больше пишут о раке, у него среди больных крестьян рака не бывает. <…> Стал он исследовать … и обнаружил такую вещь: что, экономя деньги на чай, мужики во всей этой местности заваривали не чай, а чагу, иначе называется берёзовый гриб…

Чага упоминается в шуточной песне В. С. Высоцкого «Про двух громил, братьев Прова и Николая»:

Как братья не вяжут лыка,

Пьют отвар из чаги —

Все от мала до велика

Прячутся в овраге!